# Tập đoàn Nguyễn Hoàng
Tập đoàn giáo dục Nguyễn Hoàng có tên đầy đủ là Công ty Cổ phần Đầu tư Phát triển Nguyễn Hoàng (tên tiếng Anh: Nguyen Hoang Group -  NHG), hoạt động trong lĩnh vực đầu tư giáo dục tại Việt Nam.
NHG thành lập vào ngày 19 tháng 8 năm 1999, tiền thân là một cửa hàng máy tính tại đường Bùi Thị Xuân, Q.1, TP.HCM.
NHG là Tập đoàn tập trung đầu tư và phát triển lĩnh vực giáo dục hàng đầu tại Việt Nam.

## Lịch sử

#### Giai đoạn phát triển lĩnh vực CNTT
-  Được thành lập vào ngày 19/08/1999 bởi ông Hoàng Quốc Việt, ban đầu NHG chỉ là một cửa hàng máy tính tại đường Bùi Thị Xuân, Q.1, TP.HCM.
-  Ngày 15/1/2001, cửa hàng máy tính Nguyễn Hoàng chuyển đổi sang mô hình công ty và đặt trụ sở tại số 2 Bùi Thị Xuân, Q.1, TP.HCM.
-  Ngày 9/7/2003, Công ty Nguyễn Hoàng đã khai trương siêu thị máy tính. Đây cũng là siêu thị bán lẻ máy tính và linh kiện máy tính đầu tiên tại Việt Nam. Vào thời gian này, Công ty Nguyễn Hoàng dời trụ sở hoạt động về địa chỉ kinh doanh mới số 104 Nguyễn Văn Cừ, P. Nguyễn Cư Trinh, Q.1, TP.HCM.
-  Tháng 7/2007, Công ty Nguyễn Hoàng chuyển sang mô hình kinh doanh là công ty cổ phần với tên chính thức là Công ty Cổ phần Đầu tư Phát triển Nguyễn Hoàng, đồng thời thay đổi bộ nhận diện thương hiệu mới.

#### Giai đoạn bắt đầu đầu tư vào giáo dục
-  Tháng 8/2008, NHG thành lập Công ty TNHH MTV Đầu tư và Phát triển Học đường Quốc tế iSchool (tên thường gọi là Trường Hội nhập Quốc tế iSchool, đánh dấu sự chuyển hướng sang lĩnh vực giáo dục tại Việt Nam).
-  Ngôi trường đầu tiên của NHG là Trường Hội nhập Quốc tế iSchool, tọa lạc tại Thành phố Rạch Giá, Tỉnh Kiên Giang. Trường đào tạo các cấp học mầm non, tiểu học, trung học cơ sở, trung học phổ thông.

#### Giai đoạn tập trung vào giáo dục
-  Tháng 11/2011, NHG ra mắt hệ thống Trường Mầm non Quốc tế Saigon Academy.
-  Tháng 5/2015, NHG hoàn tất việc sáp nhập Trường Đại học Quốc tế Hồng Bàng (HIU) và được UBND TP.HCM công nhận Hội đồng Quản trị mới tại ngôi trường này. Theo đó, bà Hoàng Nguyễn Thu Thảo là Chủ tịch Hội đồng Quản trị, PGS.TS Thái Bá Cần là Hiệu trưởng Trường. Ông Nguyễn Mạnh Hùng, người sáng lập đồng thời Hiệu trưởng nhà trường từ năm 1997-2015, kết thúc nhiệm vụ của mình.
-  Tháng 5/2016, Trường Đại học Bà Rịa – Vũng Tàu (BVU) trở thành thành viên của NHG và là trường đại học duy nhất tại Thành phố Vũng Tàu.
-  Tháng 6/2016, NHG thành lập Hệ thống Trường Song ngữ Quốc tế Học viện Anh Quốc - UK Academy, đặt cơ sở đầu tiên tại tỉnh Bà Rịa – Vũng Tàu với mục tiêu hướng tới nhóm phụ huynh có điều kiện tài chính tốt.
-  Tháng 12/2016, Trường Quốc tế Bắc Mỹ - SNA Nam Sài Gòn chính thức trở thành thành viên của NHG, đánh dấu việc hoàn tất đầu tư cho cả ba phân khúc khối phổ thông gồm: hội nhập quốc tế, song ngữ quốc tế và quốc tế hoàn toàn. Cũng trong năm này, NHG chính thức thành lập Viện Hợp tác Quốc tế và Du học iStudent – đây là đơn vị chuyên phụ trách các chương trình du học ngắn hạn và các dịch vụ tư vấn du học trên thế giới.
-  Tháng 3/2018, NHG khởi công xây dựng Thành phố Giáo dục Quốc tế - International Education City - IEC tại tỉnh Quảng Ngãi. Đây là hệ sinh thái giáo dục quốc tế hoàn chỉnh bao gồm các cấp học từ mầm non đến phổ thông với 3 nhãn trường là: Trường Mầm non Quốc tế Saigon Academy, Trường Hội nhập Quốc tế iSchool, Trường Song ngữ Học viện Anh Quốc - UK Academy.
-  Tháng 6/2018, NHG khánh thành Trường Song ngữ Học viện Anh Quốc - UK Academy Bình Thạnh, TP.HCM.
-  Tháng 7/2018, NHG khánh thành iSchool Nam Sài Gòn, TP.HCM.
-  Tháng 10/2018, Trường Đại học Gia Định (GDU), Trường Đại Học Hoa Sen (HSU).
-  Tháng 4/2019, NHG khánh thành Trường Hội nhập Quốc tế iSchool Quảng Trị.
-  Tháng 6/2019, NHG khánh thành Thành phố Giáo dục Quốc tế đầu tiên tại Việt Nam - IEC Quảng Ngãi.
-  Tháng 7/2019, NHG khánh thành Trường Song ngữ Quốc tế Học viện Anh Quốc - UK Academy tại Thành phố Hạ Long, Tỉnh Quảng Ninh và khởi công Trường Song ngữ Quốc tế Học viện Anh Quốc - UK Academy tại Thành phố Đà Nẵng và Thành phố Huế.
-  Ngày 6/6/2020, NHG khánh thành Trường UKA Huế.
-  Tháng 6/2020, Trường SNA chính thức giảng dạy chương trình Tú tài Quốc tế - IB DP.
-  Tháng 7/2020, NHG khởi công Trường iSchool Cẩm Phả, Quảng Ninh.
-  Tháng 9/2020, NHG khởi công Trường iSchool Củ Chi và Trường Quốc tế SNA Marianapolis Biên Hoà.
-  Tháng 11/2020, NHG khởi công nâng cấp Trường iSchool Long An, Trường iSchool Quy Nhơn, Trường iSchool Ninh Thuận.
-  Tháng 6/2021, Trường Đại học Công nghệ Miền Đông (MIT University) gia nhập hệ thống NHG.
-  Tháng 3/2021, NHG khánh thành Trường Quốc tế SNA Marianapolis Biên Hoà.
-  Tháng 4/2022, Hệ thống trường UKA triển khai chương trình Quốc tế Oxford.
-  Tháng 5/2022, SNA chính thức trở thành trường IB toàn phần.
-  Tháng 9/2022, NHG khởi công cơ sở chính Trường Đại học Bà Rịa - Vũng Tàu với tổng vốn đầu tư trên 100 tỷ đồng.

## Ban Quản trị Tập đoàn

#### Hội đồng Quản trị
1. Chủ tịch Hội đồng Quản trị: ông Hoàng Quốc Việt.
2. Phó Chủ tịch Hội đồng Quản trị: bà Hoàng Nguyễn Thu Thảo.
3. Phó Chủ tịch Hội đồng Quản trị: ông Trần Đại Hải.
4. Thư ký Hội đồng Quản trị: bà Hoàng Thị Lệ Trinh.

#### Ban Tổng Giám đốc
1. Tổng Giám đốc: Thạc sĩ Hoàng Nguyễn Thu Thảo.
2. Phó Tổng Giám đốc: Phó Giáo sư, Tiến sĩ Thái Bá Cần.
3. Phó Tổng Giám đốc: Tiến sĩ Đỗ Mạnh Cường.

## Lĩnh vực hoạt động chính
-  Giáo dục mầm non.
-  Giáo dục tiểu học.
-  Giáo dục THCS và THPT.
-  Giáo dục Đại học và sau Đại học.

## Bê bối và chỉ trích

#### Xã hội hóa Trường Đại học Phạm Văn Đồng, Quảng Ngãi
Từ tháng 10/2017, UBND tỉnh Quảng Ngãi đã có các văn bản chỉ đạo về việc đầu tư phát triển Trường Đại học Phạm Văn Đồng. Nội dung yêu cầu các sở ngành xem xét đề nghị đầu tư vào Trường Đại học Phạm Văn Đồng của Công ty Cổ phần Đầu tư Phát triển Nguyễn Hoàng. Tuy nhiên, dự án bị ngừng do những tranh cãi về vấn đề có nên xã hội hóa Trường Đại học Phạm Văn Đồng .

#### Sở hữu Trường Đại học Hoa Sen
Trường Đại học Hoa Sen từng vướng vào việc tranh chấp cổ phần giữa các cổ đông trong năm 2014 . Cùng năm đó, Đại hội đồng Cổ đông bất thường được tổ chức, truất quyền của Hội đồng Quản trị và Hiệu trưởng của Trường Đại học Hoa Sen đương nhiệm, bầu ra Hội đồng Quản trị mới. Tuy nhiên, mãi đến năm 2016, UBND TP.HCM mới có quyết định công nhận Hội đồng Quản trị mới này. Tháng 12/2018, NHG chính thức đón nhận thêm thành viên - Trường Đại học Hoa Sen (HSU). Vụ việc được kéo dài đến tháng 6/2020 sau khi TAND TP.HCM bác đơn khởi kiện của lãnh đạo cũ Đại học Hoa Sen với UBND TP.HCM 

#### Đại học Gia Định (GDU) nhắn tin chê học sinh điểm thấp rồi mời thí sinh xét tuyển vào trường
Hàng loạt các học sinh từ Long An, Đồng Nai, TP.HCM, Bình Dương... nhận được tin nhắn SMS chê thí sinh thi đại học điểm thấp và mời về xét tuyển tại Trường Đại học Gia Định (GDU) – thành viên của NHG. Sự việc này đã gây phiền phức cho người nhận. Sau đó, đại diện Trường Đại Học Gia Định đã đăng đàn xin lỗi trên website và hệ thông SMS của trường.

#### Đại học Hồng Bàng (HIU) gửi giấy báo trúng tuyển tới 191 học sinh của cùng một trường
Vào kỳ tuyển sinh Đại học tháng 9/2020, Đại học Hồng Bàng (HIU) – thuộc hệ thống giáo dục của NHG vướng vào thông tin là gửi giấy báo nhập học cho 191 học sinh tại THPT An Thới – Phú Quốc – Kiên Giang  ngay sau đó, Bộ Giáo dục và Đào Tạo đã vào cuộc thanh tra trường hợp của Đại học Hồng Bàng và lưu ý trường sẽ phải lưu minh chứng hồ sơ về các thí sinh này. Khi thanh tra, kiểm tra, nếu làm sai, trường phải chịu trách nhiệm.

#### Mở thủ tục phá sản đối với Công ty cổ phần TMDV Thăng Long Việt Nam
Theo yêu cầu của Toà án quận Phú Nhuận, Sở Kế hoạch & Đầu tư TP Hồ Chí Minh đã đăng thông báo về việc Công ty Cổ phần thương mại dịch vụ Thăng Long Việt Nam bị toà án ra quyết định mở thủ tục phá sản. Theo bản khai gửi TAND quận Phú Nhuận, ngày 09/12/2020, các cổ đông của Công ty Cổ phần Thương mại dịch vụ Thăng Long Việt Nam (Công ty Thăng Long Việt Nam) gồm bà Phạm Thị Hồng Vân, ông Nguyễn Anh Tuấn và ông Phạm Trung Kiên đã chuyển nhượng toàn bộ cổ phần của Thăng Long Việt Nam cho Công ty TNHH Quản lý giáo dục Gia Định (tên gọi cũ của Công ty TNHH Thành phố Giáo dục Thăng Long) . Công ty Giáo dục Thăng Long nằm trong hệ sinh thái của Nguyễn Hoàng Group.

## Đánh giá
Chất lượng giáo dục của các trường quốc tế, trường hội nhập thuộc tập đoàn Nguyễn Hoàng vẫn đang là những dấu hỏi lớn trong ngành giáo dục khi số tiền phụ huynh bỏ ra cho con em theo học các trường này liệu có xứng đáng như tên gọi mỹ miều mà họ tự đặt ra. Trong số các trường đại học thuộc hệ thống, duy nhất chỉ có trường đại học quốc tế Hồng Bàng nằm trong danh sách 100 trường đại học xếp hạng tốt nhất của Việt Nam nhưng chỉ xếp thứ hạng 68 trên danh sách này.
1. Thủ tướng Nguyễn Xuân Phúc phát biểu trong chuyến thăm IEC Quảng Ngãi, ngày 2/7/2019: "Trong câu chuyện đổi mới, cải cách, xã hội hóa giáo dục, giáo dục Việt Nam đang tìm một mô hình phát triển tốt nhất. IEC Quảng Ngãi là một mô hình giáo dục tiêu biểu, không chỉ với nội dung giáo dục toàn diện rất rõ nét mà còn tạo ra môi trường sống, lớp công dân toàn cầu ở nước ta, đặc biệt là giáo dục "phần mềm" mang tính nhân văn và đạo đức cho học sinh. Tôi xin chúc mừng một dự án rất lớn của Tập đoàn giáo dục Nguyễn Hoàng và xin chúc IEC Quảng Ngãi sẽ thành công, đóng góp vào đổi mới giáo dục Việt Nam".
2. Bộ trưởng Phùng Xuân Nhạ, Bộ trưởng Bộ GD&ĐT phát biểu trong chuyến thăm và làm việc tại Đại học Bà Rịa – Vũng Tàu ngày 14/3/2017: "Bộ GD&ĐT hết sức hoan nghênh và khuyến khích các nhà đầu tư có đủ Tâm-Tài-Lực, đồng hành cùng với ngành giáo dục trong công cuộc xã hội hóa, đổi mới nền giáo dục nước nhà, đưa chất lượng giáo dục Việt Nam tiệm cận với những nền giáo dục tiên tiến trong khu vực và quốc tế. Tập đoàn Nguyễn Hoàng là một trong những nhà đầu tư trong suốt thời gian qua đã thể hiện sự chú trọng, toàn tâm trong giáo dục, thông qua hệ thống khép kín. Xuyên suốt các chuyến công tác, làm việc tại các cơ sở giáo dục của Nguyễn Hoàng, Bộ đánh giá cao sự chuyên nghiệp, nghiêm túc của Tập đoàn".
3. Ông Ian Gibbons, Nguyên Tổng Lãnh sự Vương Quốc Anh Tại TP.HCM phát biểu tại Lễ ký kết Giảng dạy độc quyền chương trình Dự bị Đại học NCUK tại UK Academy, ngày 14/3/2019: "Lĩnh vực giáo dục - văn hóa luôn là trọng tâm và ưu tiên để thúc đẩy hợp tác giữa hai nước và đưa hình ảnh Vương quốc Anh đến gần với bạn bè thế giới hơn. Tôi mong sự hợp tác giữa BSCW và NHG là khởi đầu của nhiều mối quan hệ hợp tác bền vững và sâu rộng hơn trong lĩnh vực giáo dục." 
4. Bà Julianne Cowley, Nguyên Tổng Lãnh sự Úc Tại TP.HCM phát biểu tại chuyến thăm và làm việc tại BVU, ngày 4/7/2019: "Số lượng du khách Úc đến Việt Nam ngày càng tăng, việc phát triển đào tạo nguồn nhân lực chất lượng cao về dịch vụ du lịch là rất cần thiết. Phía lãnh sự sẽ hỗ trợ hết mình để làm cầu nối cho BVU với các trường Đại học danh tiếng hợp tác liên kết đào tạo và nghiên cứu khoa học".
5. Ông Kyle Nunas, Nguyên Tổng Lãnh sự Canada Tại TP.HCM phát biểu tại Lễ ký kết thỏa thuận đối tác chiến lược và tư vấn thiết kế Thành phố giáo dục quốc tế - IEC giữa NHG và B+H Architects, ngày 25/7/2019: "Sự hợp tác giữa B+H Architects – một đơn vị thiết kế kiến trúc hàng đầu thế giới của Canada và Tập đoàn giáo dục Nguyễn Hoàng – một tổ chức giáo dục chất lượng cao hàng đầu Việt Nam sẽ mang lại lợi ích hữu hình cho thế hệ, đồng thời cho thấy sự hợp tác đang phát triển giữa Canada và Việt Nam".

## Khen thưởng
1. Hệ thống Trường Hội nhập Quốc tế iSchool, Hệ thống Trường song ngữ Quốc tế Học viện Anh Quốc – UK Academy, Trường Mầm non Quốc tế Bắc Mỹ - SNA nhận danh hiệu Trường học điển hình Microsoft Showcase Schools 2019.
2. Thành viên Việt Nam đầu tiên của Hội đồng giáo dục Hoa Kỳ - ACE (American Council on Education) 2019.
3. Tổng Giám đốc Tập đoàn Nguyễn Hoàng - Bà Hoàng Nguyễn Thu Thảo đạt danh hiệu Doanh nhân Châu Á – Thái Bình Dương (APEA) 2017, Doanh nhân tiêu biểu, có nhiều đóng góp cho xã hội tại Hội nghị thượng đỉnh APEC 2017.
4. Giải thưởng Trường học sử dụng công nghệ tốt nhất tại International School Awards – ISA 2019, Ấn Độ.